# Sebastián Rodríguez Veloso
Sebastián Rodríguez Veloso (* 27. Februar 1957 in Cádiz) ist ein spanischer ehemaliger Terrorist und heutiger Schwimmer.
Rodríguez Veloso wurde 1985 als Mitglied der Grupos de Resistencia Antifascista Primero de Octubre (deutsch Gruppen des antifaschistischen Widerstands des 1. Oktober), die mehrere Bombenattentate verübt hatte, und wegen Mordes an Rafael Padura zu 84 Jahren Haft verurteilt. Er wurde wegen seiner Behinderung – seit einem 432-tägigen Hungerstreik sitzt Rodríguez Veloso im Rollstuhl – 1996 aus der Haft entlassen und 2007 schließlich wegen seiner Erfolge als Behindertensportler der Klasse S5 begnadigt.
Bis Juli 2012 gewann der Spanier bei Paralympischen Spielen acht Gold- und je zwei Silber- und Bronzemedaillen; außerdem kann er den Gewinn von sechs Weltmeistertiteln vorweisen.